# Waring Rocks
Die Waring Rocks sind zwei markante Klippen vor dem westlichen Ende Südgeorgiens. Sie liegen 1 km südwestlich des Kap Parjadin.
Wissenschaftler der britischen Discovery Investigations kartierten sie 1963. Sie benannten sie nach dem Matrosen Thomas John Waring (* 1932) von der Royal Navy, der 1961 an Bord der HMS Owen an Vermessungen dieses Gebiets beteiligt war.